# Mingenew Shire
Mingenew Shire är en kommun i Western Australia, Australien. Kommunen, som är belägen 370 km norr om Perth och 110 km sydost om regionens huvudstad Geraldton och kusten, i regionen Mid West, har en yta på 1 939 km², och en folkmängd på 480 enligt 2011 års folkräkning. Huvudort är Mingenew.